# Zaraza Cypriana

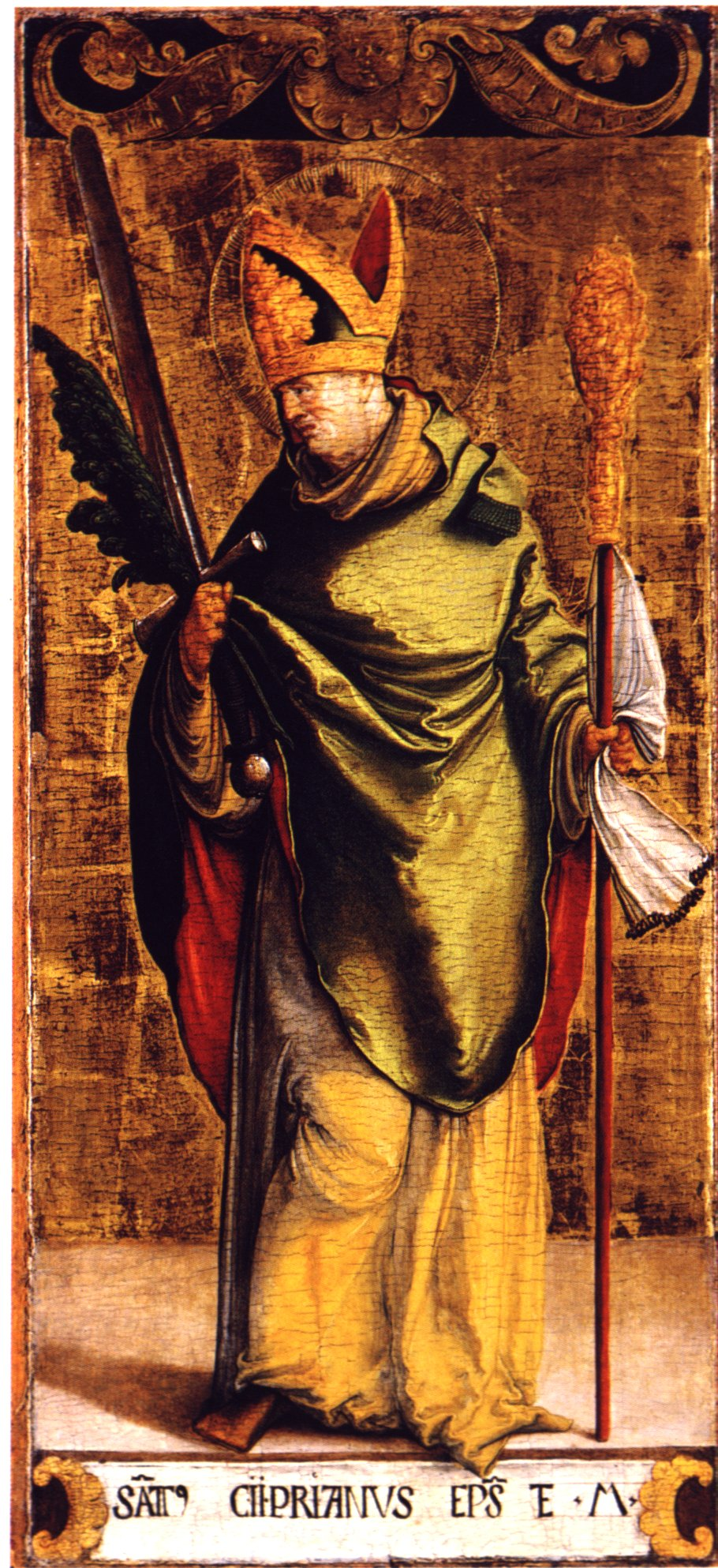
Cyprian, biskup Kartaginy, autor relacji na temat epidemii

Zaraza Cypriana – epidemia rozwijająca się w latach ok. 250–270 na terenie Imperium Rzymskiego. Nazwa pochodzi od biskupa Kartaginy Cypriana.
W porównaniu do zarazy Antoninów i dżumy Justyniana, zaraza Cypriana jest o wiele słabiej udokumentowana źródłowo. Główne źródło wiadomości na temat zarazy stanowi relacja biskupa Kartaginy, Cypriana, od którego imienia przyjęto nazywać epidemię.Poza relacją Cypriana zachowało się jeszcze co najmniej sześć świadectw pisanych przez osoby żyjące w czasie epidemii.
Za początek epidemii uznaje się albo początek rządów Decjusza (249), albo, wedle nowszych ustaleń, Treboniana (251). Dowody pisane i archeologiczne pozwalają przypuszczać, że zaraza przywędrowała na  tereny Imperium z Etiopii, początkowo ogarniając prowincję Egipt. W roku 249 epidemia wybuchła w Aleksandrii, a dwa lata później dotarła do Italii i Rzymu. Latem 251, najpewniej w wyniku zarazy, zmarł syn i następca cesarza Decjusza, Hostilianus. W latach 20. XXI w. wysunięto hipotezę, zgodnie z którą początków zarazy nie należy doszukiwać się w Afryce, lecz raczej na przydunajskich rubieżach Imperium . Zgodnie z tą teorią, skonstruowaną przez Sabine Huebner, zaraza miałaby pojawić się w Aleksandrii dopiero w późnych latach 50. III wieku. Jako pierwszą prowincję objętą zarazą Huebner typuje Mezję, przy czym pojawienie się epidemii wiązać należałoby w tym wypadku z niedawnym najazdem Gotów tamże. Zgodnie z relacją Historia Augusta epidemia spustoszyła również miasta greckie. Jakkolwiek rozbieżności źródłowe nie pozwalają odtworzyć dokładnego rozwoju epidemii, z pewnością szalała ona przez co najmniej kilkanaście lat w basenie Morza Śródziemnego i nawracała w kilku falach.
Choroba utrzymywała się na niektórych terenach cesarstwa jeszcze za rządów Klaudiusza Gockiego, który sam najpewniej padł ofiarą właśnie zarazy Cypriana. 
Skromna relacja Cypriana nt. objawów choroby zawiera liczne podobieństwa do relacji Tukidydesa nt. zarazy ateńskiej z V w. p.n.e.. Opis Cypriana zawiera takie symptomy choroby jak gorączka, wymioty, przekrwienie oczu, gangrena, osłabienie lub utrata wzroku i słuchu. Rzymianie, nie będąc świadomymi działalności chorobotwórczej drobnoustrojów, doszukiwali się przyczyn epidemii w zepsuciu powietrza, niejednokrotnie też rozumując zarazę w kategorii zemsty bogów. Zdając sobie sprawę z zaraźliwości i potrzeby izolacji chorych, dochodzili również do mylnych przekonań, jak np. o możliwości przenoszenia choroby poprzez kontakt wzrokowy. XXI-wieczny stan wiedzy pozwala z grupy potencjalnych jednostek chorobowych odpowiedzialnych za epidemię niemal z całą pewnością wykluczyć dżumę; do możliwości zalicza się tyfus, odrę, ospę i cholerę, a za najbardziej prawdopodobne uznaje się gorączkę krwotoczną bądź grypę.
Straty, jakie spowodowała epidemia, są trudne do oszacowania; niektórzy badacze skłonni są uznawać plagę Cypriana za bardziej śmiertelną niż zaraza Antoninów. Jeśli wierzyć informacjom zawartym w świadectwie biskupa Aleksandrii, miasto miało wyludnić się nawet o 60% mieszkańców. Jakkolwiek liczba ta wydaje się zawyżona, oznaczałaby spadek ludności Aleksandrii z 500 tys. do ok. 200 tys., co wydaje się do przyjęcia, biorąc w rachubę masową ucieczkę z zapowietrzonego miasta. Późne źródło, Collecta Augusta z czwartego wieku n.e., zawiera ogólnikową informację, jakoby jednego dnia miało umrzeć 5000 osób. Ponadto chaos wywołany przez plagę sprowokował wybuch kryzysu żywnościowego w następnych latach. 
Stan zarazy był jednym z powodów czasowego wzrostu religijności, zarówno wśród ludności chrześcijańskiej, jak i wyznawców starych bogów. Stan kryzysu i niepewności, w połączeniu z naciskiem społeczności chrześcijańskich na pomoc poszkodowanym i dogmatem o życiu pozagrobowym, mogły przyczynić się do wzrostu popularności religii chrześcijańskiej na terenie Imperium.
Zaraza Cypriana wpisuje się w szerszy obraz katastrof i przesileń w Imperium Rzymskim, ogólnie określany w historiografii jako kryzys wieku trzeciego.